# Плавники (альбом)
«Плавники» — третий студийный альбом хип-хоп-исполнителя Дельфина, выпущенный на аудиокассетах и компакт-дисках 23 ноября 2000 года на лейбле «Крем Рекордс».
Альбом состоит из 11 треков и был записан в период с 14 мая по 2 июня 1998 года за две недели на московской студии «Стрит». Тексты для альбома написал Андрей «Дельфин» Лысиков, а в создании музыки ему помог звукорежиссёр Виктор «Мутант» Шевцов, а также бас-гитарист Иван Черников и гитарист Пауль. В поддержку альбома был снят видеоклип на песню «Радиоволна».

## Об альбоме
Весной 1998 года Дельфин решил расторгнуть контракт с фирмой «Элиас Records», в ответ владельцы фирмы потребовали от музыканта ещё один альбом. В период с 14 мая по 2 июня 1998 года Дельфин в быстром темпе придумал и записал за две недели на домашней студии Шевцова новый альбом «Плавники». В создании музыки приняли участие звукоинженер Шевцов (семплер, гитара, губная гармонь), Черников (бас, гитара, бэк-вокал) и Пауль (гитара, синтезатор). Но после записи трёх песен стало понятно, что получился неплохой материал, с которым музыкант не захотел расставаться и поэтому отправил издателям на DAT-кассете другой альбом.
По словам Дельфина, для записи этой пластинки он использовал обрывки уже написанных или недописанных им стихов, кроме песни «Решения» — в ней был задействован текст Карлоса Кастанеды. Запись была завершена именно в тот момент, когда у Дельфина и его жены Лики родилась дочь Ева. Бонусом к этому альбому добавлена композиция «Радиоволна», на которую Павел Руминов снял видеоклип. Обложка альбома нарисована самим Лысиковым.

## Критика
В 2000 году обозреватель белорусской «Музыкальной газеты» назвал альбом «Плавники» «нечто средним между Дубовым Гаайъем и Дельфином», выделив только две песни «Решения» и «Кран». Редактор интернет-портала eStart, Вадим Рутковский, назвал содержимое «Плавников» «взрослой музыкой смелого человека, который не стыдится и не боится быть искренним». Рецензент интернет-издания InterMedia, Владимир Боровой, делая обзор альбома Дельфина «Плавники», заметил, что «ощущение сырости и торопливости сделанного не отпускает ни на минуту».

## Список композиций
1. Начало - 2:24
2. Решения - 4:14
3. Цапля - 4:24
4. Окно - 3:51
5. Штемпель - 4:46
6. Крылья - 4:23
7. Телефон - 3:42
8. Ольга - 4:01
9. Кран - 4:31
10. Конец - 1:08
11. Радиоволна (бонус-трек) - 5:54

| №   | Название             | Длительность |
| --- | -------------------- | ------------ |
| 11. | «Я буду жить» (Live) | 3:55         |

## Участники записи
- Андрей «Дельфин» Лысиков — голос, тексты, гитара[4]
- Виктор Мутант — семплер, звукоинженер, Ритм-2, гитара
- Иван Черников — бас-гитара, гитара, бэк-вокал
- Пауль (Новосибирск) — клавиши, Ритм-2, гитара
- Джулия Филипс — фотографии, графическое оформление